# Kapflberg

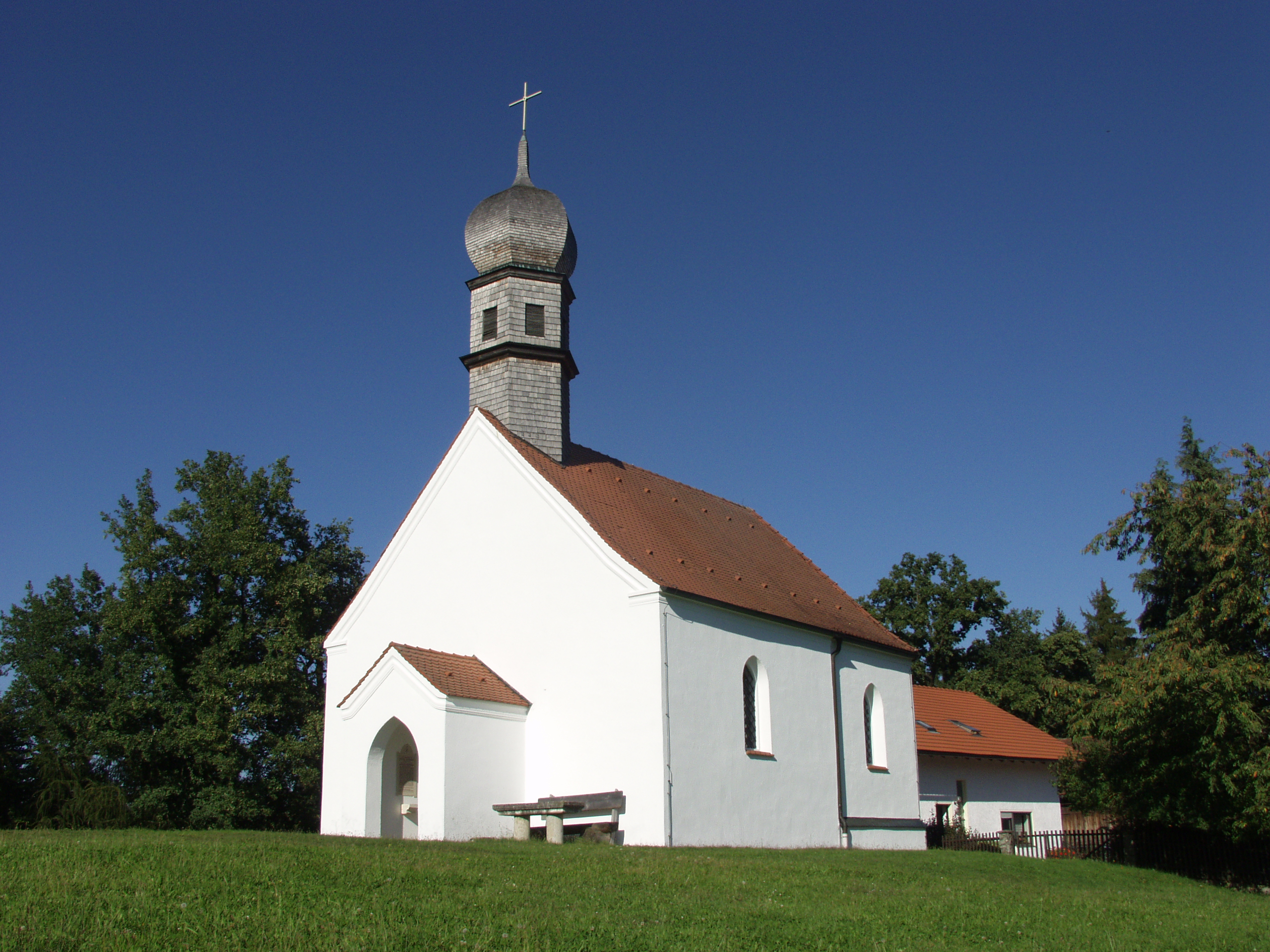
Nebenkirche St. Stephan

Kapflberg ist eine Einöde und ein Ortsteil der Gemeinde Steinach in der Gemarkung Agendorf im niederbayerischen Landkreis Straubing-Bogen.

## Lage
Kapflberg hat eine Spornlage etwa 30 Meter über dem Tal der Kinsach eineinhalb Kilometer nordöstlich des Hauptorts Steinach und wird über eine schmale Stichstraße von Wolferszell her erschlossen. Die Filialkirche St. Stephan bildet eine Landmarke am Übergang vom Gäuboden in die Talniederung der Kinsach.

## Geschichte
Der Ort kam am 1. Juli 1972 zur Gemeinde Steinach und gehörte ursprünglich zur Gemeinde Agendorf.

### Einwohnerentwicklung
Bei allen bisherigen Volkszählungen wurde ein Wohngebäude festgestellt, der Bestand sind zwei Gebäude mit Wohnraum.
- 1835: 0.0 5 Einwohner[3]
- 1860: 0.0 4 Einwohner[4]
- 1861: 0.0 4 Einwohner[5]
- 1871: 0.0 4 Einwohner[6]
- 1885: 0.0 3 Einwohner[7]
- 1900: 0.0 3 Einwohner[8]
- 1925: 0.0 7 Einwohner[9]
- 1950: 0.0 5 Einwohner[10]
- 1961: 0.0 3 Einwohner[11]
- 1970: 0.0 4 Einwohner[12]
- 1987: 0.0 4 Einwohner[1]